# Owczy Żleb (Tatry Bielskie)

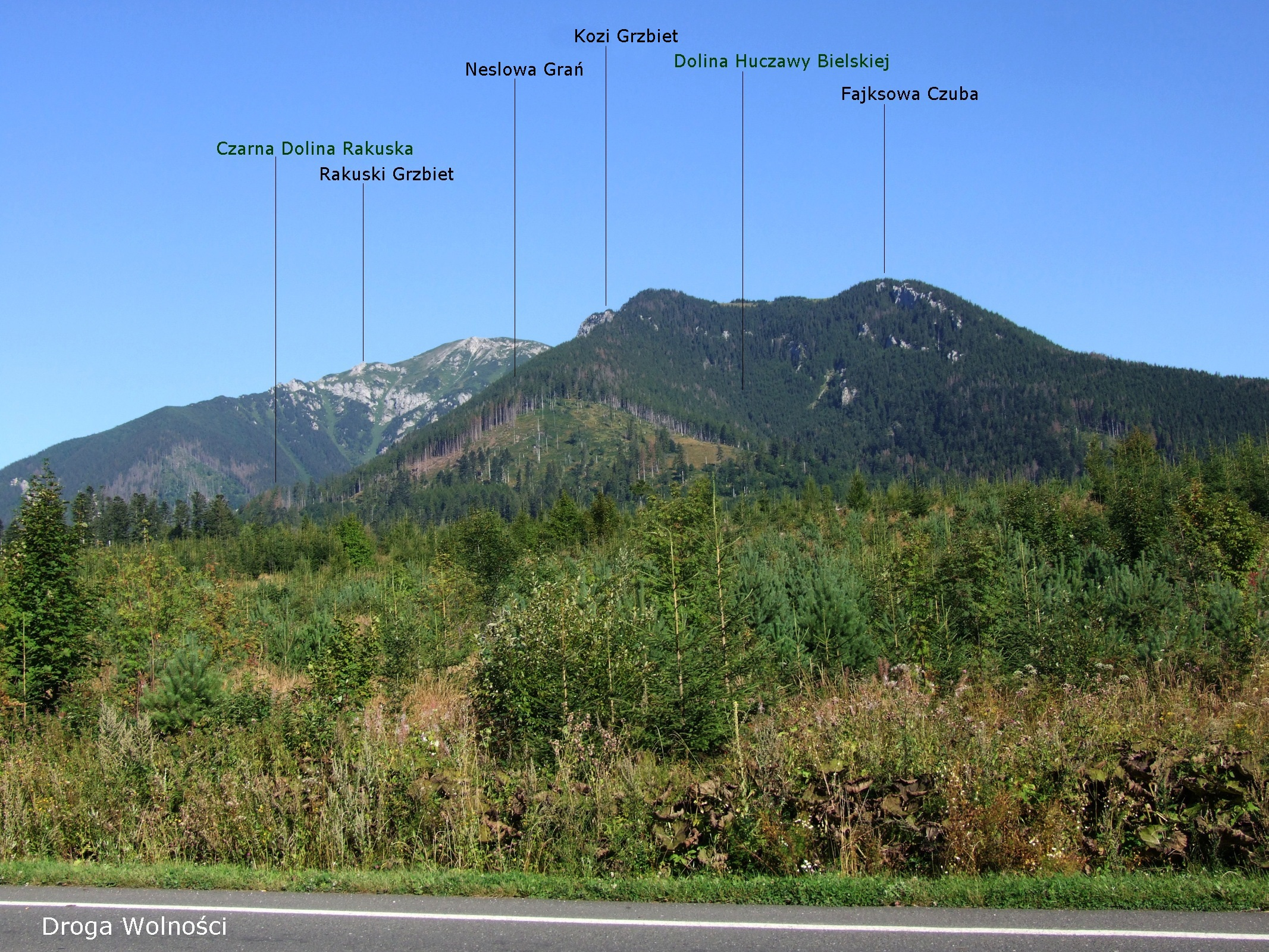
Żleb widoczny po prawej stronie napisu Rakuski Grzbiet

Owczy Żleb (niem. Schäferschlucht, słow. Ovčí žľab, węg. Juhász-vályú) – żleb w Dolinie Czarnej Rakuskiej w słowackich Tatrach Bielskich. Opada z górnej części Rakuskiego Grzbietu w kierunku południowo-wschodnim do najwyższej części tej doliny zwanej Doliną do Siedmiu Źródeł. Orograficznie prawe ograniczenie żlebu tworzy Smrekowy Dział, lewe terenowa wypukłość oddzielającą go od Lawinowego Żlebu. Dolna część wypukłości jest porośnięta lasem, a powyżej lasu znajdują się w niej Kozie Skały.
Owczy Żleb to potężny żleb. Ma w górnej części kilka koryt. Jedno z nich opada spod Bujaczego Wierchu, pozostałe spod Rakuskiego Grzbietu. Wszystkie są trawiaste. Zimą schodzą nimi lawiny. Znajduje się na zamkniętym dla turystów obszarze ochrony ścisłej Tatrzańskiego Parku Narodowego. 